# Sedymentacja

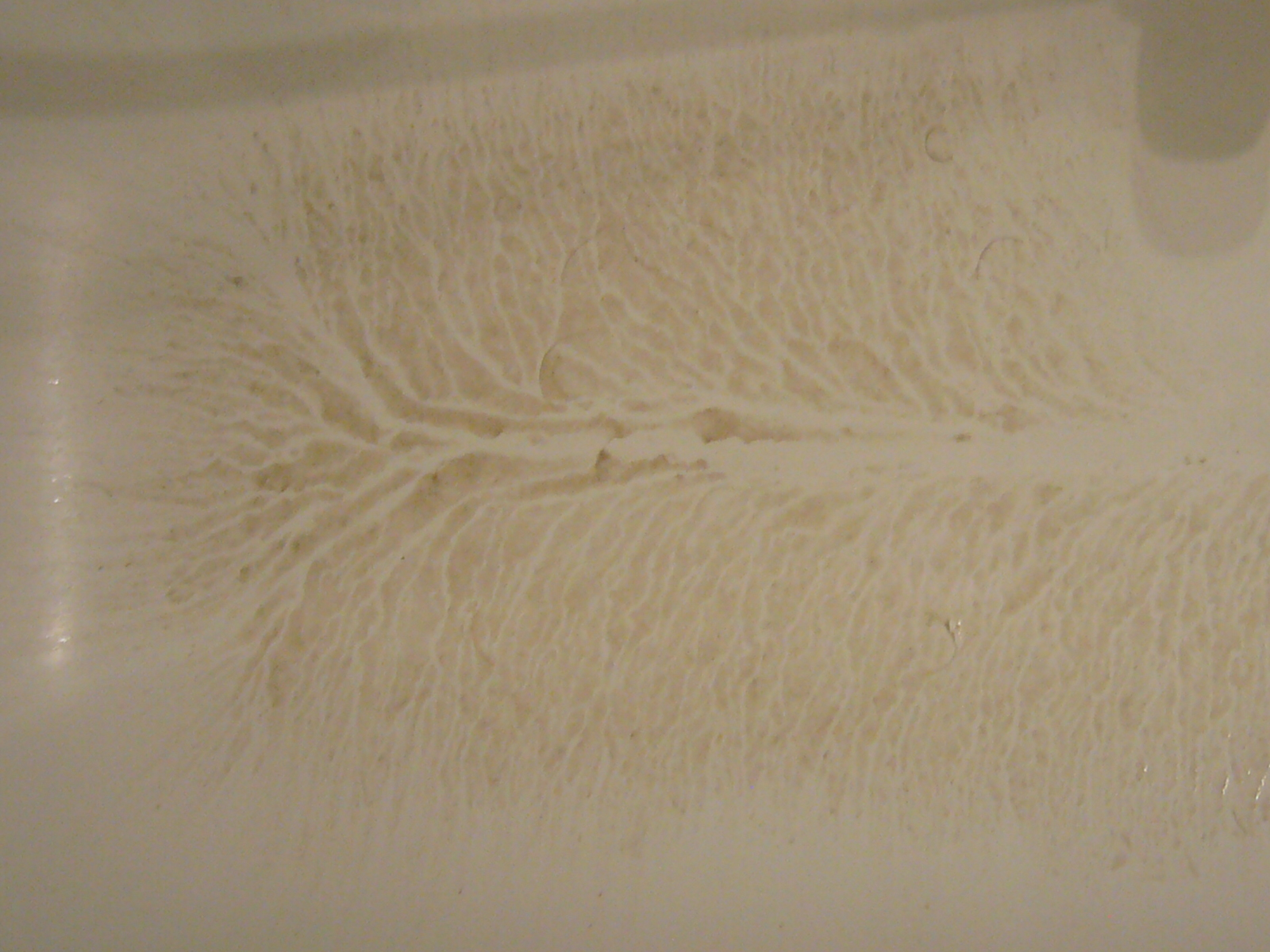
Osad na dnie wanny jako rezultat sedymentacji po odpływie wody

Sedymentacja (łac. sedimentum = osad) – ogólne określenie procesu fizycznego opadania cząstek (w kierunku działającej siły, np. grawitacji) w mieszaninie.

## Chemia
W chemii to proces opadania zawiesiny ciała stałego w cieczy w wyniku działania siły grawitacji lub sił bezwładności. Sedymentacji ulegają zawiesiny o gęstości większej niż gęstość cieczy. Sedymentacja prowadzi więc do rozdziału substancji niejednorodnych, a kryterium podziału jest gęstość.

## Geologia
W geologii sedymentacja to opadanie cząstek powodujące gromadzenie osadów w wyniku deponowania materiału okruchowego, działalności organizmów, wytrącania z roztworu wodnego lub mieszaniny w powietrzu atmosferycznym. Jest to proces geologiczny fundamentalny dla powstawania jednego z trzech typów skał - skał osadowych. Ewentualne ponowne uruchomienie materiału osadowego nosi nazwę resedymentacja.
Różnice w zachodzeniu procesów sedymentacji dla różnych substancji są ważnymi, wręcz podstawowymi czynnikami w geologii – w ich wyniku zachodzi gromadzenie się oraz rozdzielanie (zależnie od uziarnienia zgodnie z prawem Stokesa, warstwowanie) produktów wietrzenia skał, szczątków organicznych, materiałów piroklastycznych i innych wszelkich składników powstałych na w powierzchniowej strefie Ziemi na drodze mechanicznej, chemicznej lub biochemicznej. Procesy sedymentacji w geologii mają często charakter ciągły i cykliczny.
Charakter podobny do sedymentacji mają też niektóre procesy zachodzące głęboko pod powierzchnią Ziemi, związane z dyferencjacją grawitacyjną magmy, tj. powodujące rozdzielanie grawitacyjne jej składników.
Sedymentacja jako proces laboratoryjny w geologii (gruntoznawstwo) ma bardzo duże znaczenie podczas klasycznej analizy areometrycznej gruntów.

## Biologia
Wiatry, spływające po powierzchni Ziemi wody opadowe i źródlane są czynnikiem, który ługuje, spłukuje, mechanicznie transportuje produkty wietrzenia. Działanie tych czynników jest tak silne, że produkty wietrzenia ulegają im w przeważającej części. Są one przenoszone i osadzane w innych miejscach. W ten sposób powstają utwory osadowe (sedymentacyjne), wśród których wyróżnia się osady mechaniczne i chemiczne. Szczególną grupę stanowią osady organogeniczne, do których powstania materiału dostarcza świat żyjący.

## Astronomia
Sedymentacja cięższych molekuł (atomów, jąder atomowych, kryształów pierwiastków lub substancji chemicznych) w materii gwiazd jest ważnym procesem i generować może rozmaite efekty mające wpływ na te gwiazdy oraz ich otoczenie.

## Fizyka atmosfery,meteorologia
Sedymentacja jest ważnym procesem w mikrofizyce chmur, zarówno na Ziemi jak i innych planetach, w ogólnym cyklu nukleacja – kondensacja – sedymentacja – koagulacja i akrecja. Cięższe cząstki (krople wody bądź kryształki lodu, bądź innych substancji, również cząstki ciał stałych) migrują (najczęściej opadają, jeśli ich gęstość jest większa niż otaczającej materii) w polu grawitacyjnym, generując opad (lub też ulegając odparowaniu lub sublimacji w napotkanych cieplejszych warstwach atmosfery).

## Zastosowanie
Proces sedymentacji jest kluczowy w gospodarce człowieka np. podczas:
- procesów przemysłowych technologii i analizy chemicznej,
- oczyszczania ścieków (oddzielanie cząstek stałych, oraz substancji stałych i innych, powstałych w wyniku biochemicznej obróbki ścieków),
- oczyszczanie (uzdatnianie) wód do użytku wodociągowego, przed filtracją i innymi procesami a także pomiędzy nimi,
- fermentowania i oczyszczania powstających mieszanin,
- proces ten przydatny jest również np. przy oczyszczaniu oleju posmażalniczego ze znajdujących się w nim cząstek, np. w filtrach bezwładnościowych,
- procesy o charakterze sedymentacji mają również duże znaczenie przy rozdzielaniu (oczyszczaniu) mieszanin gazowych (oczyszczalnie z cząstek stałych, czy rozdzielanie gazów, jak np. wzbogacanie uranu poprzez frakcjonowanie UF6 w wirówkach wzbogacających),
- sedymentacja ma podstawowe znaczenie w wydobyciu złota aluwialnego płukanego – w miskach lub różnej konstrukcji urządzeniach następuje proces opadania cząstek gruntu, często wielokrotnie powtarzany, przy czym cząstki najcięższe (w tym złoto i inne rzadkie ciężkie minerały) opadają najszybciej oraz najgłębiej, co pozwala je później wyodrębnić z mieszaniny,
- proces sedymentacji ma znaczenie również nieraz w życiu codziennym, np. wypicie kawy lub herbaty nierozpuszczalnej sypanej parzonej w szklance jest możliwe typowo po sedymentacji (opadnięciu) cząstek zmielonych ziaren kawowca na dno naczynia, czy oczyszczenie i segregacja licznych owoców drobnych jagód (np. borówki, porzeczki) w kąpieli wodnej (przykładowo owoce dojrzałe opadają a psujące się i fermentujące, fragmenty liści i inne ciała unoszą się, lub odwrotnie, zależnie od charakterystyki owoców danego gatunku).